# MBK Dynamo Moscou
Le MBK Dynamo Moscou est un club russe de basket-ball de la ville de Moscou.
Le club est une section du club omnisports du Dynamo Moscou.

## Historique
Lors de la saison 2013-2014, le club évolue en deuxième division, la Superligue de Russie de basket-ball.

## Palmarès
- Coupe ULEB : 2006
- Champion d'URSS : 1937, 1948

## Entraîneurs successifs
- 2008-2009 : David Blatt
- 2005-2007 : Dušan Ivković

## Joueurs célèbres ou marquants
- Rubén Douglas
- Branko Milisavljević
- Antonis Fotsis
- Nikos Ekonomou
- Robertas Javtokas
- Trajan Langdon
- Kšyštof Lavrinovič
- Ariel McDonald
- Lynn Greer
- Hollis Price
- Sergueï Monya
- Lázaros Papadópoulos
- Mirsad Türkcan
- Miloš Vujanić